# Municipio de Belgium
El municipio de Belgium (en inglés: Belgium Township) es un municipio ubicado en el condado de Polk en el estado estadounidense de Minnesota. En el año 2010 tenía una población de 81 habitantes y una densidad poblacional de 0,86 personas por km².

## Geografía
El municipio de Belgium se encuentra ubicado en las coordenadas 47°58′15″N 96°32′11″O / 47.97083, -96.53639. Según la Oficina del Censo de los Estados Unidos, el municipio tiene una superficie total de 94.3 km², de la cual 94,24 km² corresponden a tierra firme y (0,07 %) 0,06 km² es agua.

## Demografía
Según el censo de 2010, había 81 personas residiendo en el municipio de Belgium. La densidad de población era de 0,86 hab./km². De los 81 habitantes, el municipio de Belgium estaba compuesto por el 83,95 % blancos, el 2,47 % eran afroamericanos, el 6,17 % eran amerindios y el 7,41 % eran de una mezcla de razas. Del total de la población el 1,23 % eran hispanos o latinos de cualquier raza.